# Pimelodella griffini
Pimelodella griffini is een straalvinnige vissensoort uit de familie van de antennemeervallen (Heptapteridae). De wetenschappelijke naam van de soort is voor het eerst geldig gepubliceerd in 1917 door Eigenmann.